# Osmia cornuta
Espèce
L’osmie cornue (Osmia cornuta) est une espèce d'abeilles sauvages, présente dans toute l'Europe (sauf dans les pays nordiques).
Elle est l'une des nombreuses espèces d'abeilles solitaires (plus de 35 espèces d'osmies, rien qu'en France).
Cette espèce a disparu de la plupart des zones d'agriculture intensive, mais elle survit bien dans certaines zones urbaines, dans les friches, les parcs publics et les zones de jardins notamment. Bien qu'étant en régression, il s'agit d'une des espèces qui s'implante le plus facilement dans les hôtels à insectes. En tant que pollinisateur recherché, l'osmie cornue est couramment favorisée dans des nichoirs dédiés au sein des vergers, des jardins potagers ou des zones de culture. Cette pratique s'appelle l'osmiculture.

## Description
L'osmie cornue se caractérise par la présence de 2 cellules cubitales (ou submarginales) sur l'aile antérieure, une langue longue et une pilosité roux vif sur l'abdomen.
- Femelle

La taille de la femelle d'Osmia cornuta atteint 12 à 15 mm, soit un peu plus que l'osmie rousse à qui elle ressemble.
Cette abeille tire son nom des deux "cornes" portées par la femelle sur le clypeus (front). Il s'agit de petites excroissances plus courtes que les antennes, placées au-dessus des mandibules.
Elle est couverte d'une pilosité noire sur le front et le thorax et rouille vif sur l'abdomen et la brosse ventrale.
- Mâle

Le mâle présente une pilosité blanche caractéristique au niveau de la face et des mandibules et ses antennes sont plus longues.
Osmia cornuta est proche de Osmia rufa : A. Ramel les distingue selon les critères suivants :
| Critères distinctifs |                 |                                             |                |
|                      |                 | Osmia rufa                                  | Osmia cornuta  |
| mâle                 | front           | poils jaunes                                | poils blancs   |
| femelle              | thorax          | poils brun roux                             | poils noirs    |
| femelle              | abdomen         | avant: poils brun roux arrière: poils noirs | poils roux vif |
| femelle              | brosse ventrale | jaune                                       | rouille        |

## Comportement

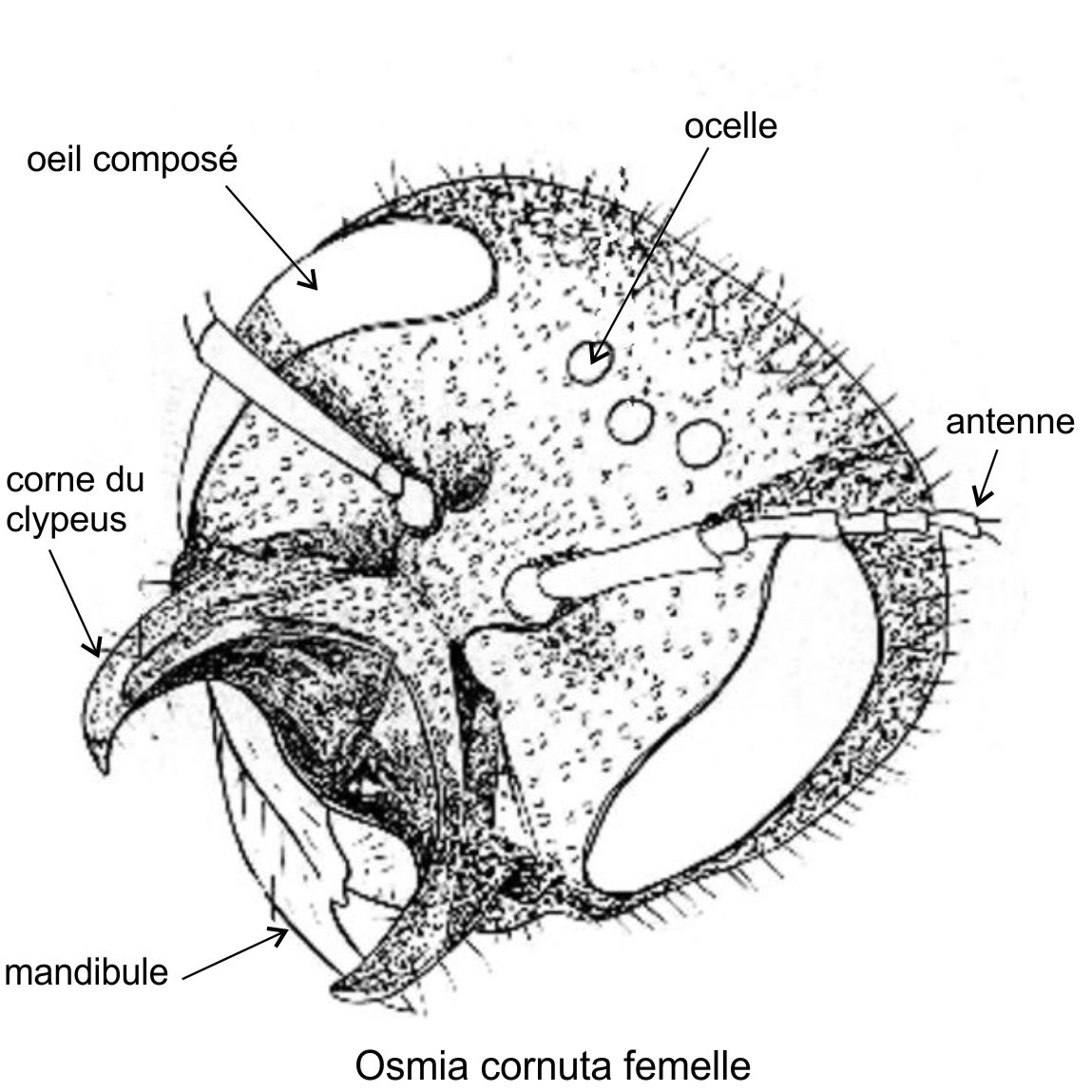
Tête dOsmia cornuta, d'après un dessin modifié de Tasei

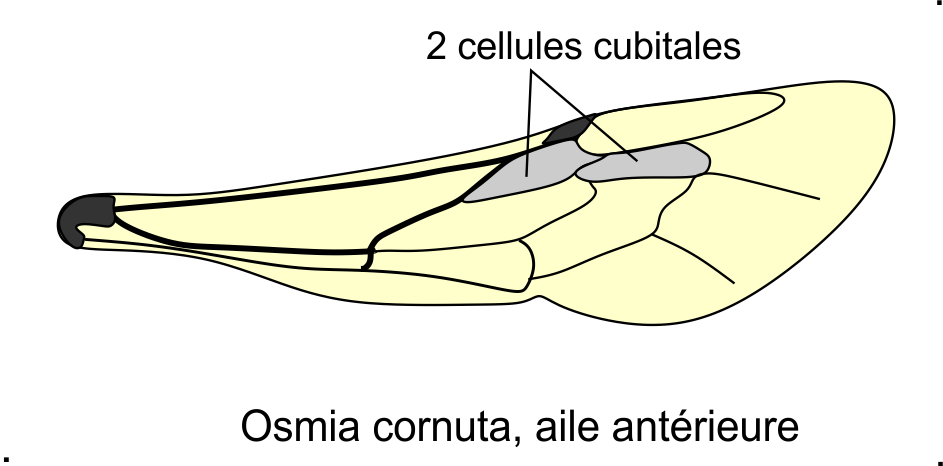
Osmia cornuta, aile antérieure, 2 cellules cubitales

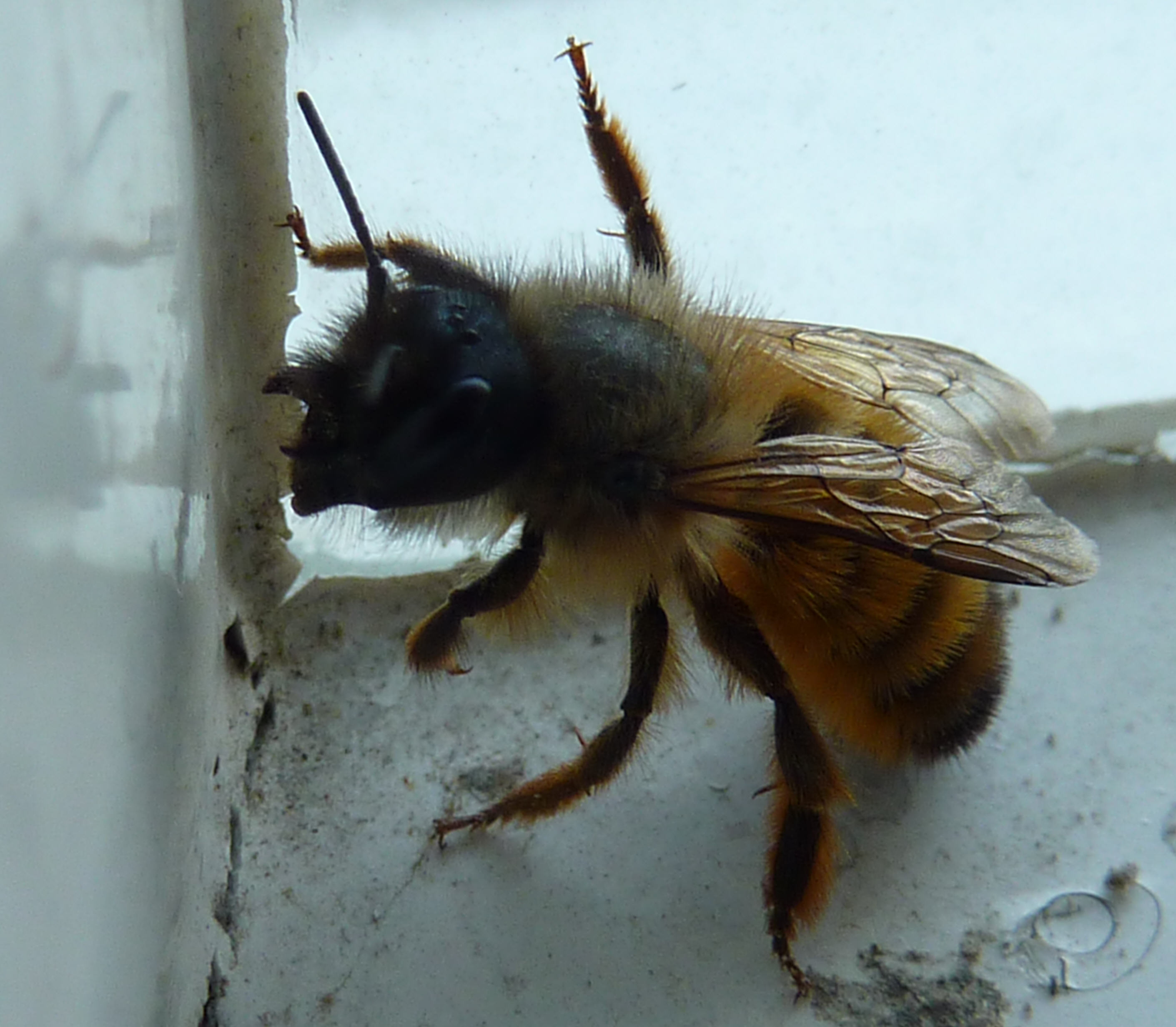
Osmia cornuta femelle, les petites cornes en dessous des antennes sont visibles

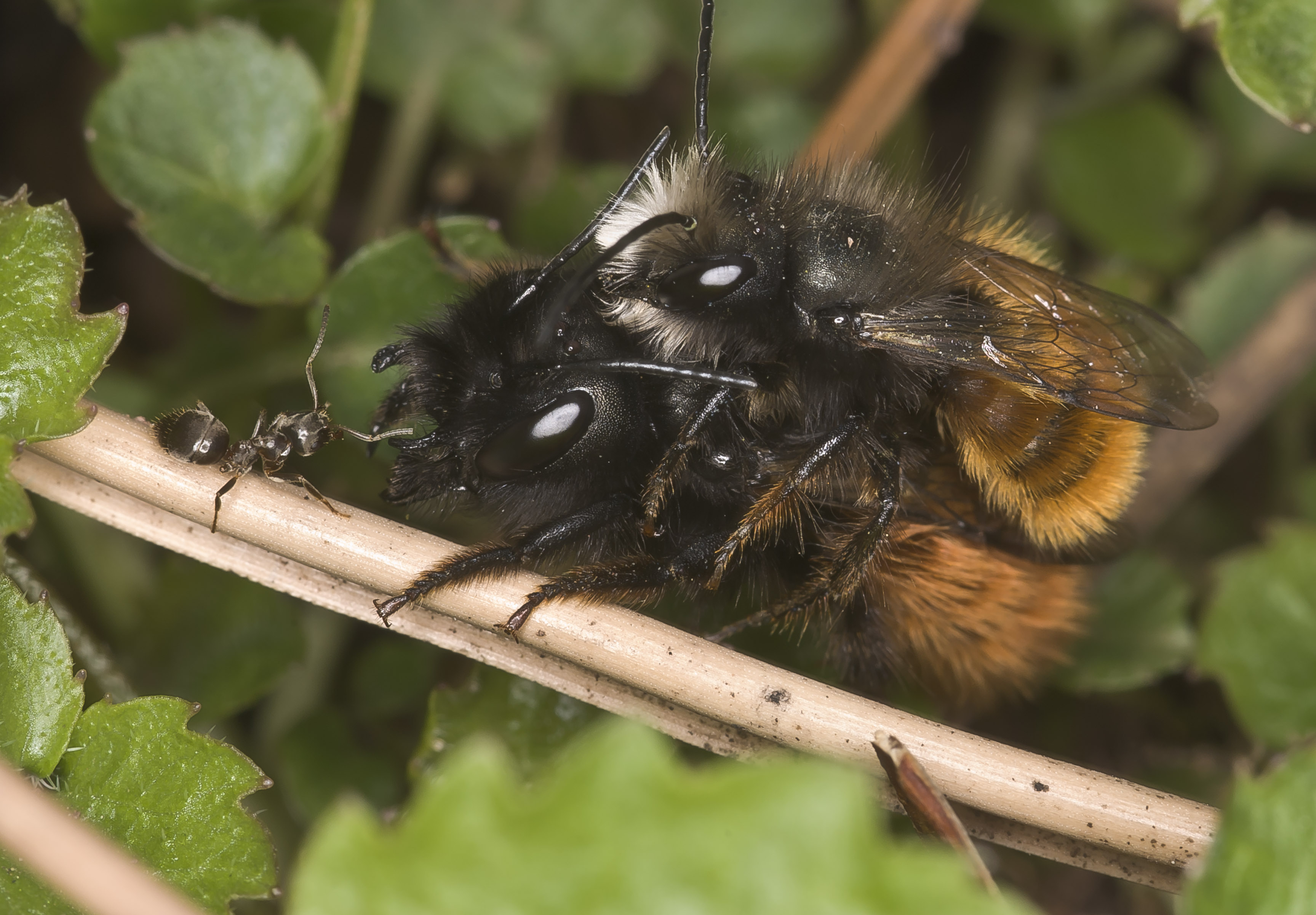
Accouplement, le mâle a un toupet blanc sur le front et de longues antennes, la femelle est plus grosse

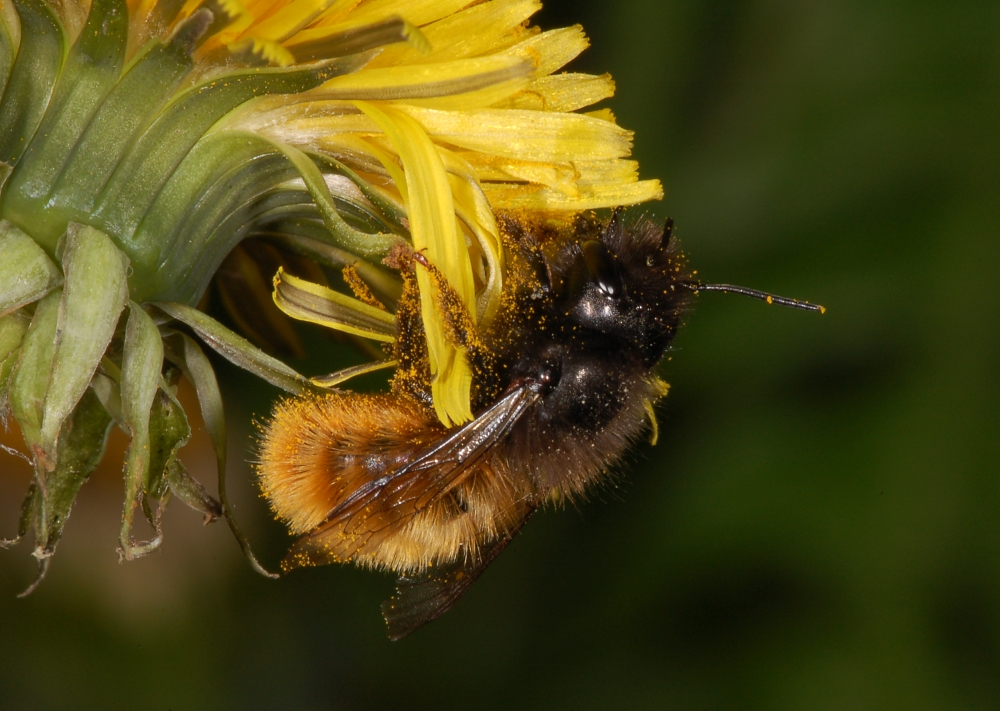
Osmia cornuta est l'un des premiers pollinisateurs en fin d'hiver, constituant un indice phénologique facile à suivre

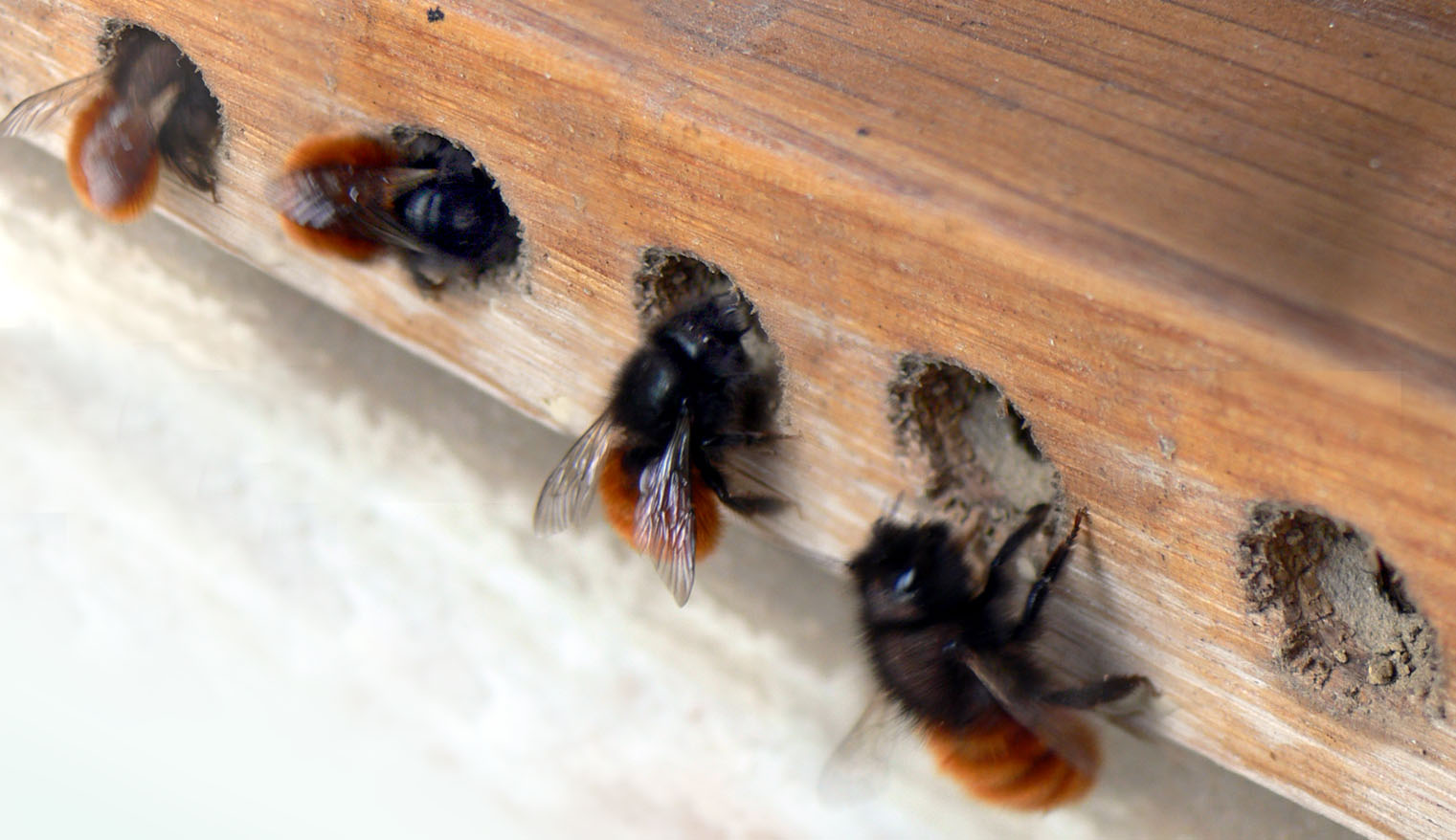
Osmia cornuta est le premier Megachilidé facile à observer dans l'année, notamment quand la femelle construit des loges de terre et qu'elle se trouve près du trou qu'elle a choisi pour sa ponte (ici dans un châssis de fenêtre)

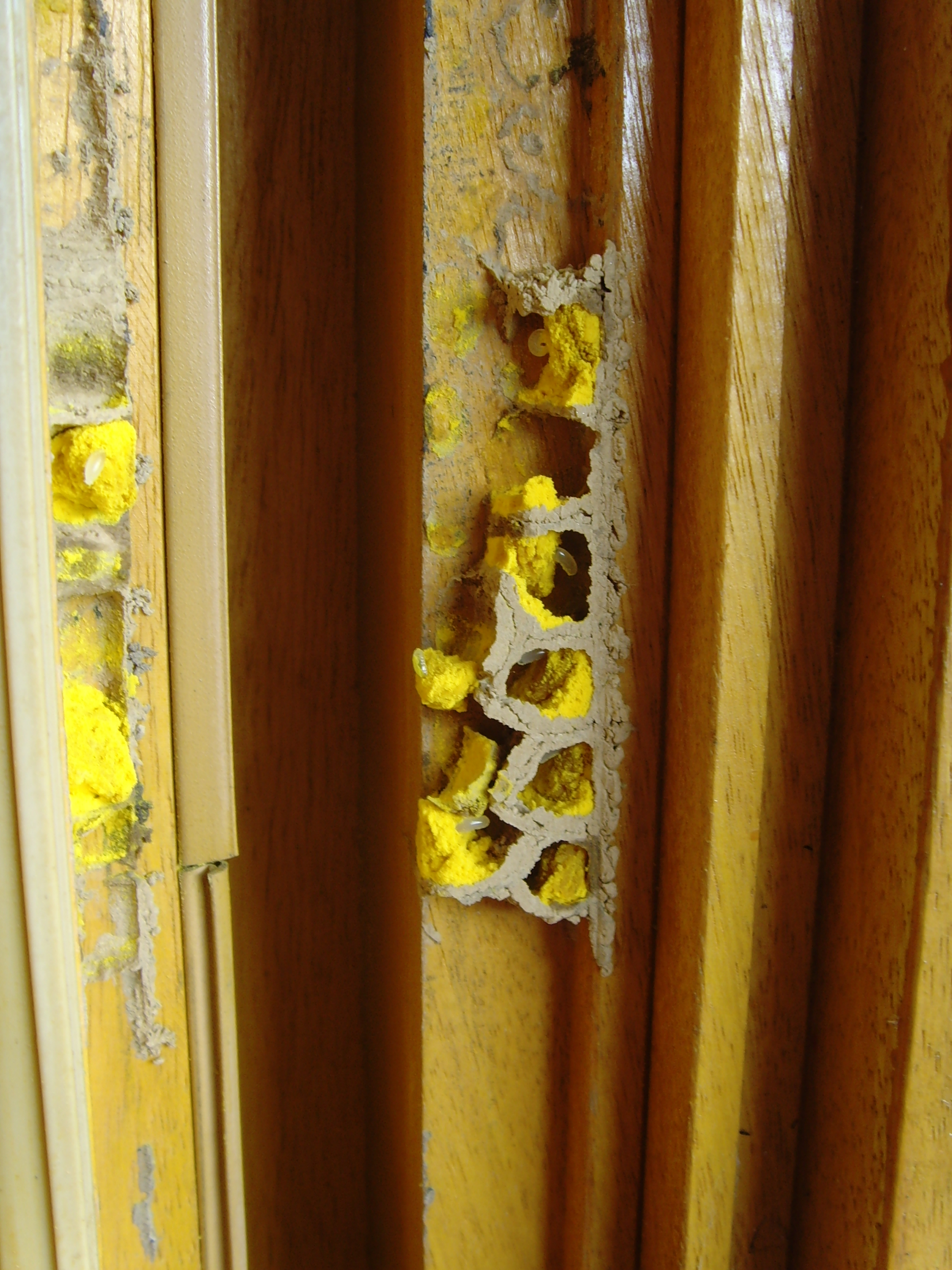
Nid dans un châssis de fenêtre

Cette osmie s'active dès mi-mars pour l'Europe moyenne, les mâles sortant quelques jours avant les femelles. Les mâles attendent celles-ci à la sortie des galeries de nidification. On voit souvent un mâle, posé à l'entrée d'une galerie, se faire déloger par un rival. Les bagarres se limitent à des bousculades car les mâles ne possèdent pas de dard.
La période de vol s'étale de mars à juin.
Le comportement de l'osmie cornue est très proche de celui de l'osmie rousse (se rapporter à celle-ci pour plus de détails).
La femelle construit son nid dans des cavités allongées comme une branche creuse. Les trous font en majorité de 5 à 8 mm de diamètre. Ils sont formés d'une série de cellules, séparées par des cloisons en argile. Chaque cellule contient une réserve de nourriture formée par une boule de pollen et de nectar, sur laquelle un œuf est pondu. Si la galerie est trop longue, un bouchon de terre est posé par la femelle pour en réduire la taille.
- Réserves alimentaires

Osmia cornuta récolte le pollen des Rosacées, Brassicacées, Salicacées, Fabacées (Tasei 1973). Le nectar est récolté sur le colza (Brassica napus), les pruniers (Prunus), poiriers (Pyrus), les saules (Salix), les trèfles (Trifolium), les pulmonaires (Pulmonaria), etc. Osmia cornuta est polylectique(ou pollinisateur généraliste) avec une tendance à butiner les Rosacées.
Le pollen est transporté sur la brosse ventrale tandis que le nectar est transporté dans le jabot.
Après avoir pénétré dans sa galerie, la femelle régurgite le nectar qu'elle a stocké dans son jabot et tasse le "pain d'abeille" (pelote de nectar et pollen) avec son front. À chaque passage, après avoir déposé son nectar, elle ressort, fait un demi-tour et rentre à nouveau, cette fois à reculons dans le nid pour y déposer, en faisant fortement vibrer son corps, le pollen fixé sur sa brosse ventrale. Quand la cellule est à moitié pleine, après 10 à 30 voyages, la femelle pond un œuf et construit une paroi frontale avec de l'argile.
Elle répète ce manège dans chaque loge qu'elle ferme d'une paroi maçonnée pour passer à la suivante.
Elle bouche la galerie une fois son travail terminé. Durant deux mois environ, la femelle construit de tels nids, les uns après les autres.
- Les œufs

De 4 à 6 mm de diamètre, ils éclosent au bout d'une semaine. La femelle peut choisir le sexe de ses œufs, en choisissant ou non de féconder ses œufs. Car les mâles sont haploïdes (issus d’œufs non fécondés) alors que les femelles sont diploïdes et proviennent d’œufs fécondés.
- Les larves

La jeune larve, fixée par son extrémité postérieure sur la boule de pollen, se nourrit de pain d'abeille en se courbant en deux.
Les larves issues des premiers œufs pondus (ceux du fond) sont des femelles qui se développeront plus lentement, et ne sortiront qu'après les mâles, environ 14 jours plus tard. Il faut 15 à 20 jours pour que le 4e stade larvaire termine les provisions dont il dispose.
- Cocon, nymphe

En fin de croissance, la larve file un cocon et s'y transforme en nymphe. Les fils du cocon tapissent la cellule d'une couche compacte brun clair. Les cocons d'Osmia cornuta sont revêtus d'un feutrage blanc que ne possèdent pas ceux d' Osmia rufa.
Après le filage du cocon, la larve se couche sur le dos et reste immobile jusqu'à la mue nymphale. Pendant quelques jours la nymphe reste entièrement blanche, puis ses yeux deviennent roses et leur couleur ne cesse de s'assombrir.
- Imago

La mue imaginale se produit en fin d'été ou à l'automne. L'imago restera à l'intérieur du cocon protecteur jusqu'au moment de l'envol en mars de l'année suivante.
Le taux de mortalité est très élevé chez Osmia cornuta, de l'ordre de 60 % des œufs pondus. D'après les observations de Tasei, les ravages dans les nids d'osmie sont causés par des moisissures, un hyménoptère Melittobia acata Walk. et un diptère, Cacoxenus indagator Loew.

## Les galeries
L'osmie utilise ou réutilise un trou existant, généralement d'environ 8 à 10 mm de diamètre, menant à une cavité de forme allongée, qu'elle aménage. Il peut s'agir de :
- tiges creuses ;
- galeries dans les murs, les pierres tendres, voire dans le sol ;
- interstices dans les châssis de fenêtres ;
- anciennes galeries creusées par d'autres espèces d'hyménoptères ;
- galeries naturelles ou non, percées dans des boiseries s'ouvrant par des trous d'un diamètre de 8 à 10 mm ;
- parfois même des coquilles d'escargot.

La galerie est d'abord soigneusement nettoyée, avant que l'osmie y ponde (jusqu'à une quinzaine d’œufs).
Une même galerie peut être réutilisée durant des années. L'osmie construira jusqu'à une quinzaine de cellules en enfilade du fond de la galerie à son entrée. La dernière cellule est fermée par une paroi maçonnée en terre, souvent choisie de manière que la couleur contribue à camoufler l'entrée.

## Intérêt agronomique
Cette espèce apprécie le pollen des Rosacées, Brassicacées (anciennement Crucifères), Salicacées et Fabacées (anciennement Papilionacées), butinant le jour par des températures de l'ordre de 12 à 14 °C, ce qui en fait les premiers pollinisateurs de nombreux fruitiers. C'est pourquoi des nichoirs à osmies sont parfois installés dans les vergers.

## Osmiculture
L’Osmiculture est la technique d’élevage local d’abeilles indigènes et solitaires qui nichent hors sol. L'osmiculteur fournit un environnement de nidification (nichoir d'abeilles) adapté à l’espèce, identifie et élimine les parasites qui s’incrustent dans cette population.

## Nichoir
Un nichoir fait d'une bûche percée, de planchettes de bois rainurées superposées (non traitées) ou de tubes liés ensemble peut leur convenir. Les tubes de bambous ou des cannes de roseau disposés horizontalement conviennent parfaitement. Les trous doivent faire environ 8 mm de diamètre et être protégés de la pluie et des grands froids. Certains nichoirs pédagogiques contiennent des tubes en verre ou en plastique amovibles permettant de voir les larves dans les loges du nid. L'orientation préférée, suivant les observations de Tasei, sont l'ouest et le nord. Pour éviter le développement de moisissures, les nichoirs doivent être protégés de la pluie.